# Mariana Vega
Mariana Vega (sinh ngày 11 tháng 2 năm 1985) là một ca sĩ, nhạc sĩ người Venezuela, thành công ở quê hương và México, và là người chiến thắng giải Grammy Latin cho Nghệ sĩ mới xuất sắc nhất năm 2014.

## Tiểu sử
Mariana Vega sinh ra ở Caracas, em út trong bốn anh chị em. Bà học tại trường Emil Friedman, và năm 15 tuổi chuyển đến Toronto, nơi 16 tuổi, bà bắt đầu phát triển sự nghiệp âm nhạc của mình.
Cùng với cây đàn guitar của mình, bà bắt đầu sáng tác từ năm 19 tuổi. Bà tốt nghiệp Đại học Toronto với tấm bằng Tâm lý học và Quan hệ công nghiệp, và quyết định cống hiến hết mình cho âm nhạc, vì bà cũng đã tham gia các lớp học âm nhạc ở đó, hướng dẫn bà vào nghề này. Bà lần đầu tiên xuất hiện tại các địa điểm địa phương, và sau đó là các phòng lớn hơn.
Bà đã đến thăm quê hương của mình để tham dự đám cưới của một người anh em họ, và ở đó, một người điều hành thu âm đã nghe cô, kèm theo một cây guitar điện, và yêu cầu một bản demo, cho sản phẩm âm nhạc sau này của anh.

## Sự nghiệp nghệ thuật

### 2008-2011: EP, thành công ở Venezuela và album đầu tiên
Mariana Vega đã phát hành EP Háblame của mình thông qua nhãn hiệu Venezuela Sonográfica vào năm 2008. Được sản xuất bởi Sebastián Krys và Luis Romero, điều này đã đạt được trạng thái kỷ lục bạch kim ở Venezuela. Từ EP đầu tiên này, ba đĩa đơn số 1 đã được phát hành: "Háblame", "No me queda nada" và "Ni tú ni nadie".
Cùng năm đó, Vega đã nhận được giải thưởng Nghệ sĩ nhạc pop của năm 2008 do tổ chức Record Report trao tặng, vì là nghệ sĩ có nhiều người độc thân nhất trong top 10 và có album được nhắc đến nhiều nhất trong năm tại đất nước cô.
Năm 2010, bà đi du lịch đến México, ký hợp đồng với Warner Music và thu âm album hoàn chỉnh đầu tiên của mình, mang tên Mariana Vega. Được sản xuất bởi Aureo Baqueiro, đĩa cùng tên này chứa "Contigo" duy nhất và một phiên bản mới của "No me queda nada".
Trong năm 2011, Vega đã phát hành hai bài hát cho đài phát thanh ở Venezuela, "Te Segué" và "Pregúntale por mi".

### 2012-nay:Mi burbuja,Te buscovà Latin Grammy
Vào năm 2013, Mariana Vega đã phát hành album phòng thu thứ hai của mình mang tên Mi burbuja, từ đó đến các đĩa đơn "Mi burbuja" và "De tu voz". Kỷ lục được ghi nhận tại Argentina lần này, với nhà sản xuất nổi tiếng Cachorro López.
Vào năm 2014, bà đã phát hành một EP thứ hai, tên là Te Busco, trong đó bà hợp tác với Los Amigos Invisibles và Oscar D'León và cover một số bài hát trước đây của cô. Cùng năm đó, bà nhận được giải Grammy Latin cho Nghệ sĩ mới xuất sắc nhất ở Las Vegas.

## Cuộc sống cá nhân
Mariana Vega đã kết hôn với Sergio Pizzolante, một nhà tư vấn truyền thông cho các công ty truyền hình, phim ảnh và giải trí.

## Danh sách đĩa hát

### Album phòng thu
- 2010: Mariana Vega
- 2013: Mi Burbuja

### EP
- 2008: Háblame
- 2014: Te Busco

### Đĩa đơn
- "Háblame"
- "No me queda nada"
- "Lejos de recocer"
- "Ni tú ni nadie"
- "Chàm"
- "No me queda nada (phiên bản 2010)"
- "Háblame (phiên bản 2010)"
- "Mi burbuja"
- "De tu voz"
- "Te seguiré" (với Invisibles Los Amigos)
- "Te busco" (với Oscar D'León)
- "Medicinal" (với Ale Sergi)
- "Cámara Lenta"
- "La Marea"

## Giải thưởng
| Năm  | Đề cử công việc | Giải thưởng                         | Hạng mục                                                                                   | Kết quả |
| ---- | --------------- | ----------------------------------- | ------------------------------------------------------------------------------------------ | ------- |
| 2014 | Mi Burbuja      | Giải thưởng Grammy Latin lần thứ 15 | style="background:#9F9;vertical-align:middle;text-align:center;" class="table-yes"\|Winner |         |